# Ампринген, Иоганн Каспар фон
Иоганн Каспар фон Ампринген с 1682 года князь фон Фройденталь-Эйленбург (нем. Johann Caspar von Ampringen, 19 января 1619 — 9 сентября 1684, Вроцлав, Нижняя Саксония) — чешский дипломат и 48-й великий магистр Тевтонского ордена (1664—1684).

## Биография
Иоганн Каспар был сыном Иоганна Кристофа фон Ампрингена и Сюзанны фон Ландсберг.
Иоганн Каспар был Королевским Верховным капитаном Силезии и австрийским губернатором в Венгерском королевстве. С 1664 года он находился в Вене в должности великий магистр Тевтонского ордена, а 12 марта 1665 года официально принимает на себя все права и обязанности магистра. 4 ноября 1682 года получает титул чешского князя, а 10 ноября 1682 — титул князя Империи «князь фон Фройденталь». На должности великого магистра провёл обширную реконструкцию замка ордена Фройденталь.
В 1684 году Иоганн Каспар умирает в Бреслау как последний представитель рода фон Ампринген. Похоронен в орденской кирхе во Фройдентале.